# Romain Steppe
Romain Steppe (Antwerpen, 13 januari 1859 - aldaar, 28 november 1927) was een Belgisch kunstschilder, een realistisch schilder van rivierlandschappen en marines.
Romain Steppe was de zoon van een reder in de haven van Antwerpen en was al twintig toen hij voor een artistieke loopbaan koos. Hij was een leerling van E. Van Hoorde, Charles Boland en Isidore Meyers.
Vooral de zee en de haven inspireerden hem bij zijn eerste werken, terwijl hij een nieuwe inspiratiebron ontdekte tijdens zijn zwerftochten met Isidoor Meyers in het Scheldeland. Hij had een voorkeur voor sfeerbeelden in kleine formaten. Hij schilderde ook in de Limburgse Kempen, aan de Belgische kust en tijdens zijn reizen door Engeland, Frankrijk en Nederland.
Hij keerde in 1887 terug naar Antwerpen, waar hij in 1888 lid werd van de kunstvereniging "Als ik Kan", opgericht door een aantal oud-studenten van de Antwerpse Academie. Hij schilderde in deze stad veel sfeerbeelden op klein formaat.
Er zijn ook marines op ivoor van hem gekend. Romain Steppe exposeerde over de hele wereld.
Jarenlang verbleef hij te Sint-Amands in de toenmalige Palingstraat (later de Emile Verhaerenstraat). Hij was een echte dorpsgenoot en door iedereen geliefd.
Op 28 november 1927 overleed hij in de Scheldestad Antwerpen en op 17 juni 1928 werd zijn stoffelijk overschot overgebracht naar het kerkhof van Sint-Amands. Hij kreeg in 1996 een retrospectieve tentoonstelling in het Provinciaal Museum Emile Verhaeren in Sint-Amands.

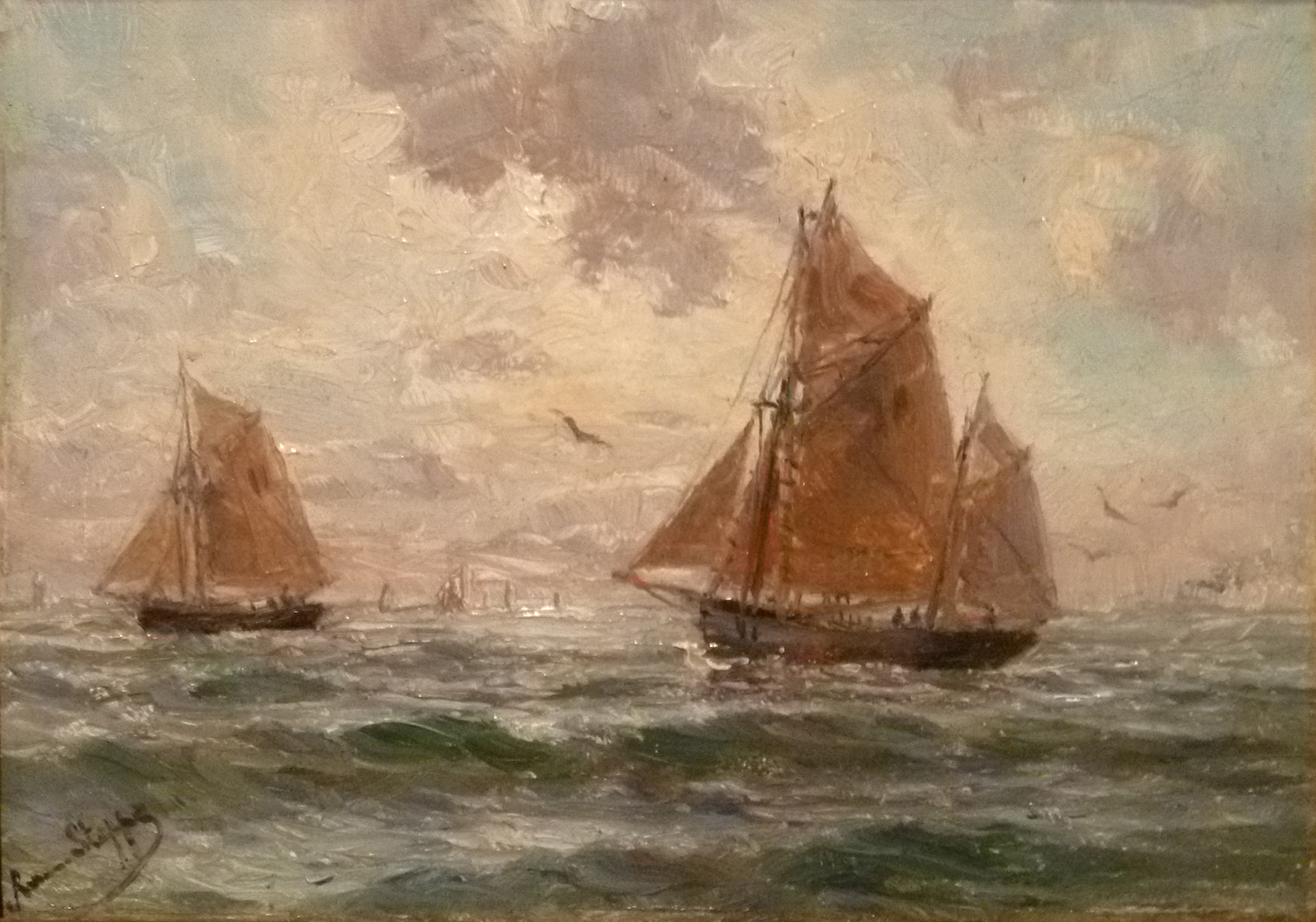
De Noordzee op een lentenamiddag
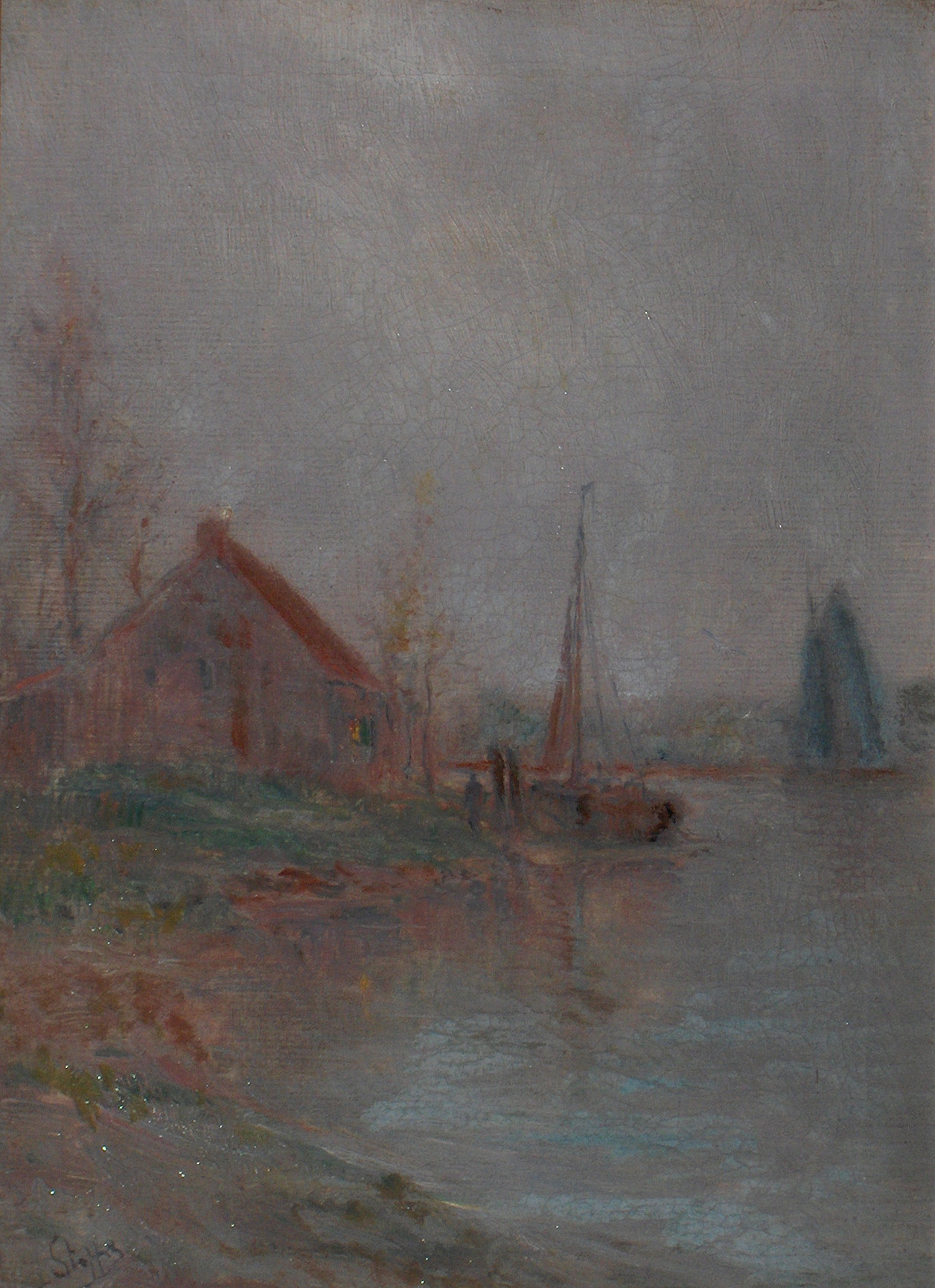
Mist over de Schelde in de morgen
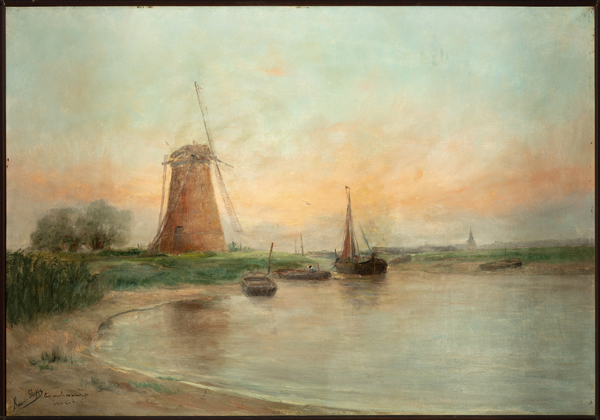
Dievenmolentje
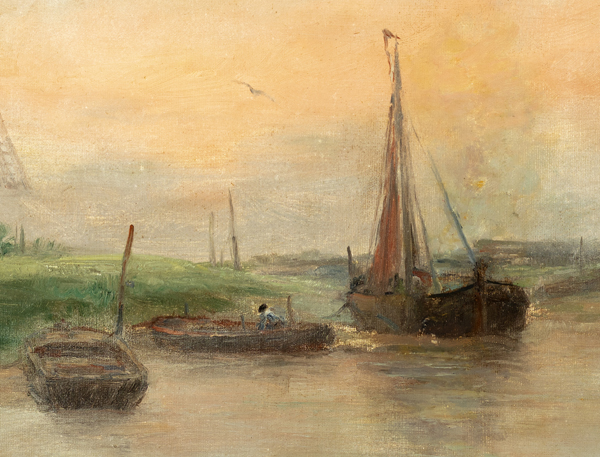
Dievenmolentje (detail)